# Václav Kočí
Václav Kočí (* 15. července 1979) je bývalý český hokejový obránce. V extralize hrál za Mladou Boleslav a HC ČSOB Pojišťovna Pardubice, kam přestoupil po sezoně 2008/2009 z Liberce. V sezoně 2009/2010 získal s Pardubicemi mistrovský titul. O rok později ještě získal bronz. V sezoně 2010/2011 byl zvolen nejužitečnějším hráčem týmu. Kariéru ukončil po sezóně 2016/2017 v dresu prvoligových Benátek nad Jizerou.